# Лундин, Авраам Григорьевич
Авраам Григорьевич Лундин (25 декабря 1929, Ленинград — 12 октября 1994, Санкт-Петербург) — советский и российский арабист, сабеист.

## Биография
В 1951 году окончил Восточный факультет Ленинградского государственного университета.
Кандидат исторических наук (1958), доктор исторических наук (1969).
С 1958 года — научный сотрудник Ленинградского отделения Института востоковедения АН СССР.
В 1970-е годы занимался вопросами происхождения раннесемитских письменностей (синайское письмо, протоханаанейское письмо).
В 1980-е годы принимал активное участие в работе Советско-Йеменской комплексной экспедиции (СоЙКЭ).

## Научное наследие
Автор более 200 работ по истории и культуре Южной Аравии в древности, а также истории семитских письменностей.

### Труды
- Южная Аравия в VI в. / отв. ред. Н. В. Пигулевская — М.—Л.: Наука, 1961.
- Государство мукаррибов Саба': (Сабейский эпонимат) / отв. ред. Н. В. Пигулевская. — М.: Наука, 1971.
- Краткая история Шлеена. — Аден, 1977 (в соавторстве с Г. М. Бауэром; на арабском языке).
- Происхождение угаритского алфавита // Мероэ. — М., 1989.
- Дешифровка протосинайского письма. — М.: Наука, 1991.